# Куццани, Агустин
Агустин Куццани (исп. Agustín Cuzzani; 28 августа 1924, Буэнос-Айрес — 25 декабря 1987, Лос-Кокос, Пунилья, Кордова) — аргентинский юрист, писатель и драматург, известный своим сатирическим видением и критикой капиталистического общества. Он известен тем, что создал фарсатиру (исп. farsátira) как театральный жанр. Его самая известная и трансцендентная работа — «El centroforward murió al amanecer». В 1988 году сборник его пьес был опубликован под названием «Teatro Completo».

## Биография
Куццани учился в Университете Буэнос-Айреса, где получил диплом юриста.
В 1954 году он представил свою первую пьесу «Una libra de carne», которая была хорошо принята в Аргентине, Латинской Америке и Европе. В следующем году он представил пьесу «El centroforward murió al amanecer», которая стала его самым известным произведением. Он создал театральный жанр фарсатира (исп. farsátira), слияние фарса и сатиры.
Агустин Куццани умер в возрасте 63 лет 25 декабря 1987 года в Лос-Кокосе, где и был похоронен.

## Работы

### Рассказы
- Mundos Absurdos (1942)
- Lluvia para Yosia (1950)
- Las puertas del verano (1956)

### Драмы
- Dalilah (1952)
- Una libra de carne (1954)
- El centroforward murió al amanecer (1955)
- Los indios estaban cabreros (1958)
- Sempronio (1962)
- Para que se cumplan las escrituras (1965)
- Pitagoras, go home (1984)
- Lo cortés no quita lo caliente (1985)